# Палац культури «Ювілейний»
Пала́ц культу́ри «Ювіле́йний» — культурний центр міста Воткінська, Удмуртія. Базовий заклад для проведення міжнародних та російських фестивалів, присвячених Петру Чайковському.
Палац культури було відкрито 1 листопада 1967 року. В 1994 році в Палаці культури були проведені Міжнародних конкурс юних піаністів фіно-угорських народів, фестиваль народної творчості співробітників МВС Росії.
При Палаці культури працюють творчі об'єднання, які мають заслужене звання «народний»:
- цирк «Арлекіно», створений в січні 1967 року, керівник — заслужений працівник культури Удмуртії В. Т. Лебедєв; звання отримано в 1969 році, лауреат 15-го Всесоюзного огляду самодіяльної творчості робітників (1975—1977), дипломант Міжнародного фестивалю циркового мистецтва в Ризі (1990), лауреат Всеросійського фестивалю циркових аматорських колективів в Дзержинську (1995)
- театр юного глядача «Бригантина», створений в 1968 році, перший керівник — Н. І. Міщенко, в 1990-ті роки Т. М. Котов; поставлено понад 50 спектаклів та оригінальних музично-літературних композицій; працюють 3 студії (основна, підготовча, середня), звання отримано в 1977 році, дипломант республіканського огляду-конкурсу (1980), лауреат Всесоюзного огляду, присвяченого 40-річчя Перемоги (1985), лауреат фестивалю в Набережних Челнах (1989), лауреат республіканського фестивалю театральних колективів «Театр і діти» (1995)
- дитячий ансамбль естрадних танців «Посмішка», створений в 1970 році, перший керівник — Л. П. Кирленко, з 1983 року — Г. Г. Хасаншина; в 1989 році присвоєно звання «зразкового»; підготовлено композиції «Давай дружити», «Пліткарки», «Неваляшки», «Мрія про море», «Конячки», «Хіп-хоп», «Кубинські ритми», «Урок географії» та інші; багаторазовий лауреат дитячих фестивалів музичного мистецтва, присвячених Петру Чайковському, лауреат республіканського фестивалю, присвяченого 50-річчя Перемоги (1995)
- ансамбль сучасного бального танцю «Уральські узори», створено в 1971 році, з 1973 року керівник — С. П. Кузнецов; звання отримано в 1982 році, з 1981 року проводить фестивалі бального танцю «Кришталева туфелька» та для юних танцюристів «Веснянка»; підготовлено понад 200 концертних програм
- ансамбль російських народних інструментів «Російський сувенір», створено в 1979 році А. М. Шалявіним, з 1986 року керівник — В. В. Ісупова; дипломант 2-го та лауреат 3-го Всесоюзного фестивалю народної творчості, дипломант Всеросійського конкурсу оркестрів та ансамблів народних інструментів в Челябінську (1990), взяв участь у фестивалі народної музики, присвяченого ювілею В. В. Андреєва (1994), в регіональному фестивалі «Багатий талантами Урал» (1995)